# Circolo Canottieri Ortigia 2018-2019

## Rosa
| N° |                    | Ruolo | Giocatore             |
| -- | ------------------ | ----- | --------------------- |
|    | Italia (bandiera)  | P     | Damiano Pellegrino    |
|    | Italia (bandiera)  | P     | Enrico Caruso         |
|    | Croazia (bandiera) | D     | Marko Jelača          |
|    | Italia (bandiera)  | D     | Massimo Giacoppo      |
|    | Italia (bandiera)  | D     | Raffaele Rotondo      |
|    | Spagna (bandiera)  | A     | Albert Español        |
|    | Italia (bandiera)  | A     | Sebastiano Di Luciano |

| N° |                        | Ruolo | Giocatore            |
| -- | ---------------------- | ----- | -------------------- |
|    | Serbia (bandiera)      | A     | Boris Vapenski       |
|    | Italia (bandiera)      | CB    | Martino Abela        |
|    | Stati Uniti (bandiera) | CB    | Matthew Farmer       |
|    | Italia (bandiera)      | CB    | Christian Napolitano |
|    | Italia (bandiera)      | CV    | Francesco Cassia     |
|    | Italia (bandiera)      | CV    | Sebastian Susak      |

- Allenatore: Stefano Piccardo

## Mercato
| Acquisti | Acquisti | Acquisti | Acquisti |
| R.       | Nome     | da       |          |
| -------- | -------- | -------- | -------- |

| Cessioni | Cessioni | Cessioni | Cessioni |
| R.       | Nome     | a        |          |
| -------- | -------- | -------- | -------- |